# Nadzeya Ostapchuk
Nadzeya Ostapchuk (Rechytsa, 28 de octubre de 1980) es una atleta bielorrusa de lanzamiento de peso. Durante su carrera deportiva ha ostentado una medalla de bronce en los Juegos Olímpicos; y los títulos de campeona mundial tanto en pista cubierta como a cielo abierto, ambos logrados en el 2005 y 2010, respectivamente.
En los Juegos Olímpicos de Londres 2012 fue despojada de la medalla de oro tras dar positivo a un examen antidopaje.

## Trayectoria
Inició su práctica del deporte con el baloncesto, y cambió su preferencia por el atletismo a los quince años. Tras una notable participación en el lanzamiento de peso durante una competencia regional, fue invitada a mejorar su potencial en la ciudad de Brest. Bajo la tutela de Valery Oksenchuk ganó una medalla de oro en el Campeonato Mundial Junior de Atletismo de 1998. Posteriormente entrenó con Alexander Efimov, un especialista en la prueba.
Para el año 2001 ganó su primera medalla a nivel mayor en el Campeonato Mundial de Atletismo en Pista Cubierta, con una presea de plata (19,24 m). También fue segundo lugar en el Campeonato Mundial de Atletismo de 2003 (20,12 m), y otra vez en pista cubierta (20,31 m), esa misma temporada. El siguiente año participó en los Juegos Olímpicos de Atenas, logrando la cuarta posición (19,01 m). Para 2005, alcanzó su primer título mundial en Helsinki (20,51 m).
El 2008 logró un segundo lugar en pista cubierta (19,74 m), y medalla de bronce en los Juegos Olímpicos de Pekín (19,86 m). Nadzeya conquistó su primera presea dorada en pista cubierta en Doha 2010, y ese mismo año el primer lugar en la Liga de Diamante. El 2011, nuevamente se agenció una medalla de plata en el Campeonato Mundial de Daegu, con una marca de 20,05 m, por debajo de Valerie Adams (21,24 m).
El 2012, en Estambul, no logró revalidar su título en pista cubierta y se colgó su cuarta medalla de plata en el evento con registro de 20,42 m, siendo Valerie Adams la ganadora (20,54 m). Ese mismo año Nadzeya acudió por tercera vez a los Juegos Olímpicos, realizados en Londres, y nuevamente debió enfrentar a la neozelandesa, la favorita del evento.
En la final, Adams realizó un lanzamiento de 20,01 m en la primera ronda que parecía suficiente para el triunfo, pero la bielorrusa respondió con marcas de 21,31 m y 21,36 m en la segunda y tercera ronda; esta última fue suficiente para adjudicarse su primera presea dorada en Juegos Olímpicos. 
Precisamente, ella expresó: «Estoy feliz. Son mis terceros Juegos Olímpicos, y he recorrido un largo camino para lograr esta medalla de oro. Mi entrenador me dijo que diera lo mejor de mí porque las otras competidoras eran muy fuertes y podían luchar hasta el final».
Sin embargo, terminada la competencia Nadzeya falló las pruebas de antidopaje a las que fue sometida. Las muestras de la atleta fueron tomadas un día antes del 5 de agosto y otra ese mismo día; y ambas indicaron la presencia de metenolona, un tipo de anabolizante estimulante de la síntesis proteica y recogida en la lista prohibida del 2012. Por tanto, y ante la recomendación de la comisión disciplinaria, el Comité Olímpico Internacional (COI) decidió retirar la medalla a la bielorrusa, por lo que Valerie Adams se proclamó como la nueva campeona olímpica de Londres, mientras que el segundo puesto correspondía a Evgenia Kolodko y el tercero a Gong Lijiao.
En el mes de septiembre la Agencia Antidopaje Bielorrusa decidió suspender a la atleta por un año; aunque también se supo que su entrenador Alexander Yefimov puso deliberadamente la sustancia en la comida de Opstapchuk debido a su preocupación por los mediocres resultados antes de Londres. Yefimov fue sancionado con cuatro años de suspensión. Además, la Asociación Internacional de Federaciones de Atletismo decidió retirarle la medalla dorada de Helsinki 2005, y de igual forma le impuso una suspensión de cuatro años.
Otros logros han sido los tres títulos del IAAF World Athletics Final (2004, 2005 y 2007). Sus mejores marcas personales son de 21,58 m (Minsk, 2012) y 21,70 m en pista cubierta (Maguilov, 2010)